# Schizotus cardinalis
Schizotus cardinalis is een keversoort uit de familie vuurkevers (Pyrochroidae). De wetenschappelijke naam van de soort is voor het eerst geldig gepubliceerd in 1852 door Mannerheim.